# リバティ (ミズーリ州)
リバティ（Liberty）は、アメリカ合衆国ミズーリ州の都市。クレイ郡の郡庁所在地である。人口は3万0167人（2020年）。カンザスシティ（MO）の北に隣接している。
小都市だが1829年に法人化した歴史ある街である。市内にはアメリカ合衆国国家歴史登録財に登録された多くの建物が立地している。

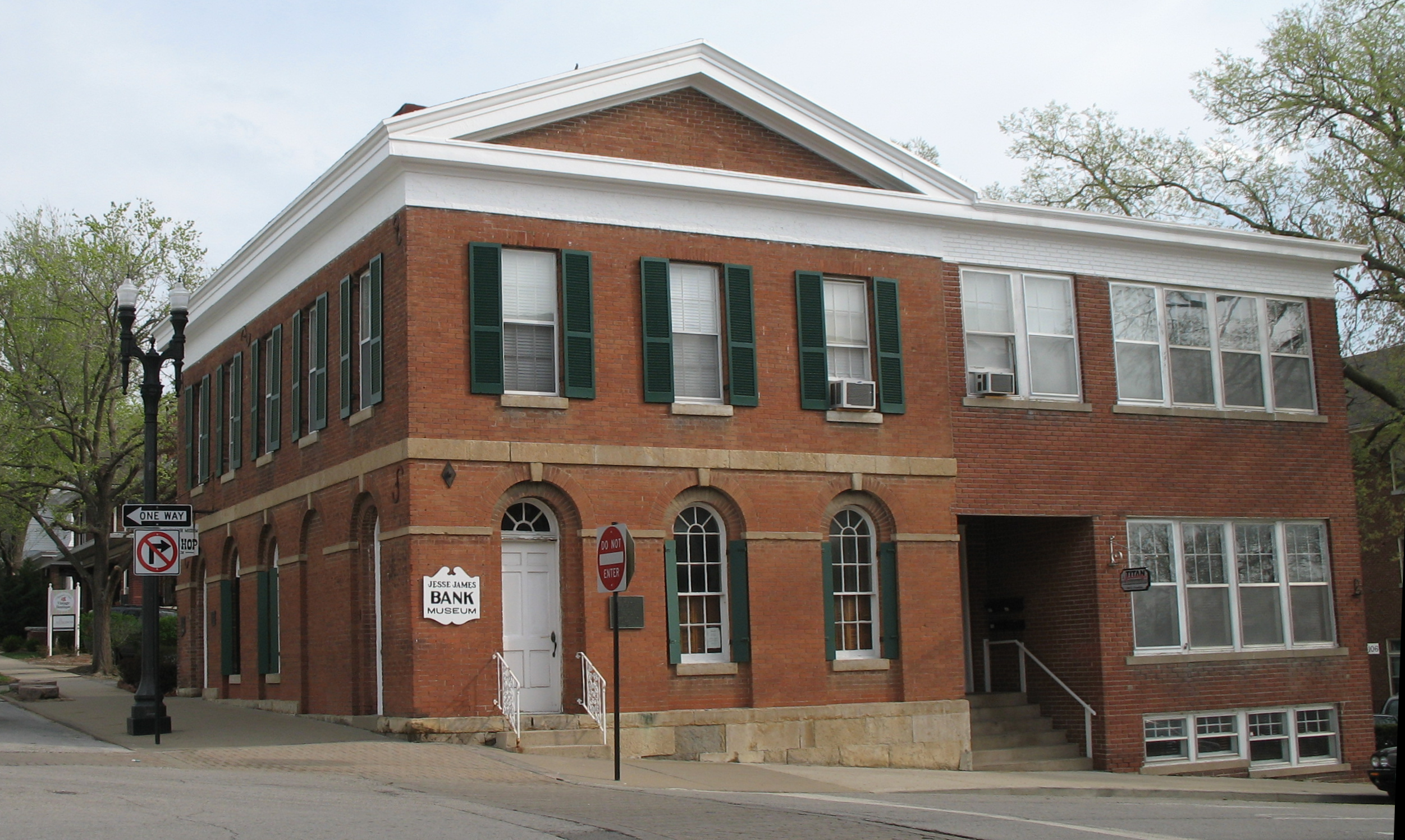
クレイ郡信用組合